# Paide
Paide (niem. hist. Weißenstein, pol. hist. Biały Kamień) – miasto w Estonii, zwane sercem Estonii z racji centralnego położenia na terytorium kraju. Stolica regionu Järva. Zamieszkiwane przez 9486 osób.

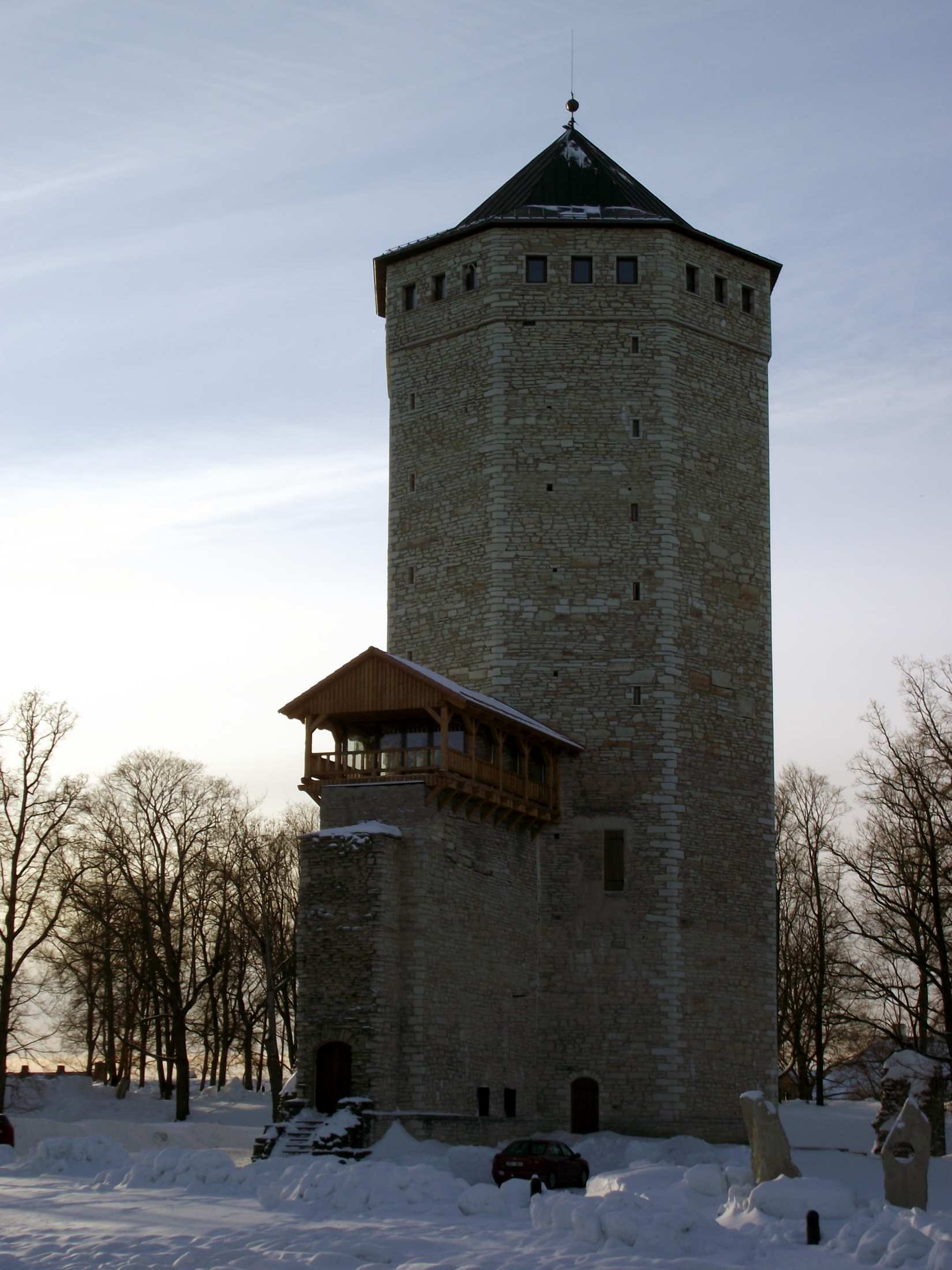
Wieża zamku w Białym Kamieniu

W czasie wojen inflanckich zamek w Białym Kamieniu został zdobyty po oblężeniu przez Iwana Groźnego w 1573 i odbity przez Szwedów 4 lata później.
Podczas wojny polsko-szwedzkiej 1600–1611 w dniu 30 września 1602 roku zamek w Białym Kamieniu zdobyły wojska polskie pod dowództwem hetmana Jana Zamoyskiego, który wcześniej na przedpolach zamku odniósł zdecydowane zwycięstwo nad przeważającymi liczebnie wojskami szwedzkimi.
W dniu 25 września 1604 roku  pod Białym Kamieniem miało miejsce zwycięstwo wojsk polskich pod dowództwem Jana Karola Chodkiewicza nad wojskami szwedzkimi dowodzonymi przez Arvida Stålarma i hiszpańskiego najemnika Alonzo Cacho de Canuta.
Polacy panowali na zamku przez sześć lat do roku 1608.
Przez miasto przepływa rzeka Parnawa, do której na terenie miasta wpada rzeka Esna.

## Miasta partnerskie
- Annaberg-Buchholz, Niemcy
- Fredensborg-Humlebæk, Dania
- Håbo, Szwecja
- Hamina, Finlandia
- Havířov, Czechy
- Możejki, Litwa
- Perejasław, Ukraina
- Saldus, Łotwa
- Westminster, Maryland, USA

## Kultura i sport
- Muzeum Järvamaa – muzeum okręgowe
- Paide Linnameeskond – piłka nożna